# One Too Many
One Too Many is een nummer uit 2020 van de Nieuw-Zeelandse zanger Keith Urban en de Amerikaanse zangeres Pink.
"One Too Many" flopte in Urbans thuisland Nieuw-Zeeland, terwijl in Pinks thuisland, de Verenigde Staten, een 62e positie gehaald werd in de Billboard Hot 100. Het nummer kende het meeste succes in het Verenigd Koninkrijk, Canada, Australië en Nederland. In de Nederlandse Top 40 haalde het de 39e positie, en in Vlaanderen haalde het de 8e positie in de Tipparade.